# Basarabia (Schiff)
Die Basarabia war ein 1938 gebautes rumänisches Passagierschiff. 1948 wurde es von der Sowjetunion als Teil der Reparationen übernommen und fuhr als Kreuzfahrtschiff Ukraina bis zur Abwrackung 1987 vor allem im Schwarzen Meer.

## Bau und technische Daten
Für ihre Verbindungen in den Nahen Osten, die als Passagier- und Kreuzfahrtlinie ausgelegt waren, bestellte die staatliche rumänische Reederei Serviciul Maritim Român bei der Werft Burmeister & Wain in Kopenhagen zwei Schiffe, die sich durch einen hohen Komfort und zugleich eine hohe Geschwindigkeit auszeichneten. Als zweites der beiden Schwesterschiffe wurde die Basarabia unter der Baunummer 634 auf Kiel gelegt und lief am 19. Mai 1938 vom Stapel. Die Indienststellung erfolgte im September 1938, Heimathafen wurde Constanța.
Das Schiff war 123,44 Meter lang, 17,64 Meter breit und hatte einen Tiefgang von 8,20 Metern. Es war mit 6672 BRT bzw. 3918 NRT vermessen und hatte eine Tragfähigkeit von 1620 Tonnen. Zwei Zwölfzylinder-Zweitakt-Dieselmotoren von Burmeister & Wain erzeugten 14.400 PS und ermöglichten über zwei Schrauben eine Geschwindigkeit von 22,0 Knoten. Ihre Unterkünfte boten 412 Passagieren Platz, davon 32 in der Luxusklasse, 64 der Ersten Klasse, 100 der Zweiten Klasse und 216 der Dritten Klasse. Die Besatzung bestand aus 156 Mann.

## Geschichte

### Liniendienst vor dem Zweiten Weltkrieg
Vor dem Zweiten Weltkrieg setzte die Reederei die Basarabia zusammen mit der Transilvania auf der bislang von der Dacia bedienten Route von Constanța über Istanbul, Piräus, Beirut, Haifa nach Alexandria und auf demselben Weg wieder zurück ein. Aufgrund ihres weißen Anstriches und der modernen, yachtähnlichen Erscheinung erhielten die beiden Schiffe bald den Spitznamen „Schwäne des Mittelmeeres“, den sie über Jahrzehnte behielten. Beide Schiffe waren damals die schnellsten Handelsschiffe im Mittelmeer.

### Zweiter Weltkrieg: Internierung in der Türkei
Im November 1940 stellte der rumänische Staatschef Marschall Antonescu die Basarabia der deutschen Luftwaffe als Stabsschiff zur Verfügung. Nach dem Kriegseintritt Rumäniens auf Seiten der Achsenmächte im Juni 1941 wurden die Basarabia und Transilvania nicht wie viele andere Schiffe für Nachschubtransporte oder als Hilfskriegsschiffe herangezogen. Mit Angehörigen der türkischen Botschaft fuhr die Basarabia Anfang Juni nach Istanbul und wurde dort – ebenso wie die Transilvania – mit dem Einverständnis der rumänischen Regierung interniert.
Obwohl interniert, versuchten Briten, Deutsche wie Rumänien, auf die Schiffe zuzugreifen: Im Mai 1943 trat die britische Regierung über die diplomatische Vertretung in der Türkei an die rumänische Regierung und fragte an, ob Basarabia und Transilvania für den Transport jüdischer Flüchtlinge nach Palästina eingesetzt werden könnten. Dazu war sie bereit, jede Sicherheit für die beiden Schiffe zu garantieren. Die rumänische Regierung hielt Rücksprache mit den Deutschen, die wiederum eine Beschlagnahme der Schiffe befürchteten und die Nutzung verweigerten. Auch die Deutschen versuchten, die beiden Schiffe für ihre Zwecke zu nutzen: Angesichts des großen Bedarfs an Transportkapazitäten bekundete der deutsche Admiral Helmuth Brinkmann Interesse an den beiden Schiffen. Die rumänischen Behörden kamen der Aufforderung jedoch nicht nach. Selbst die rumänische Regierung ersuchte um die Rückgabe: Als sie im April 1944 infolge der Schlacht um die Krim Transportraum zur Evakuierung der Truppen benötigte, verhandelte sie mit der türkischen Regierung. Beide Seiten waren sich einig, die rumänischen Zerstörer Mărăști, Regina Maria und Regele Ferdinand waren als Eskorte in Istanbul eingetroffen, doch in letzter Minute scheiterte die Rückgabe – wahrscheinlich auf britischen Druck hin.

### SowjetischeUkraina
Kurz bevor am 23. August 1944 in Rumänien der Staatsstreich stattfand und das Land anschließend auf Seiten der Alliierten weiterkämpfte, hatte die türkische Regierung die Basarabia am 18. August beschlagnahmt. Im Dezember 1944 nach Rumänien zurückgekehrt, transportierte die Basarabia im September und Oktober 1945 rumänische Kriegsgefangene aus der Sowjetunion zurück nach Rumänien und brachte sie nach Constanța.
Anschließend wurde die Basarabia der Sowjetunion als Kriegsbeute zugesprochen. Nach Umbauten wurde das Schiff 1948 mit dem Namen Ukraina von der Reederei Black Sea Shipping Company in Dienst gestellt. Neuer Heimathafen wurde Odessa. Die Reederei setzte die Ukraina für Kreuzfahrten zunächst im Schwarzen Meer ein. Darüber hinaus befuhr das Schiff auch Routen nach Griechenland, Syrien und Ägypten sowie in das westliche Mittelmeer. In ihren letzten Dienstjahren setzte die Reederei die Ukraina auch auf der Route zwischen Odessa und Havanna auf Kuba ein. Im Februar 1987 wurde das Schiff ausgemustert und trug auf dem Weg zur Abwrackwerft den Namen Ina. Ab März 1987 wurde sie im pakistanischen Gadani abgebrochen.